# Óscar Faura
Óscar Faura (* 1975 in Barcelona) ist ein spanischer Kameramann.

## Leben
Faura studierte an der Filmschule Barcelona (ESCAC). Seit dem Jahr 1999 war er zunächst Kameramann bei den Dreharbeiten für Werbespots und Kurzfilme. Bald folgten erste Engagements als Camera Operator und Second Unit Kameramann für Spielfilmproduktionen.
Seinen Durchbruch hatte er 2007 mit Juan Antonio Bayonas Spielfilmdebüt Das Waisenhaus, das sowohl bei der Kritik als auch den Kinokassen sehr erfolgreich war. Seine Leistung brachte ihm eine Nominierung für den Europäischen Filmpreis 2008 in der Kategorie Beste Kamera ein. 2012 arbeitete er erneut mit Juan Antonio Bayona am Katastrophenfilm The Impossible, der die wahre Geschichte einer spanischen Familie beim Tsunami von 2004 thematisierte und vor allem an den spanischen Kinokassen äußerst erfolgreich war. Für diese Arbeit erhielt Faura eine Nominierung beim Goya 2013 in der Kategorie Beste Kamera.
2014 filmte Faura die Alan-Turing-Filmbiografie The Imitation Game – Ein streng geheimes Leben. Danach arbeitete er erneut mit J. A. Bayona am Fantasyfilm Sieben Minuten nach Mitternacht zusammen.

## Filmografie (Auswahl)
- 1999: Endora (Kurzfilm)
- 2004: Sonorama
- 2004: Quito (Fernsehfilm)
- 2005: H2ombre (Kurzfilm)
- 2007: Das Waisenhaus (El orfanato)
- 2008: Las manos del pianista (Fernsehfilm)
- 2009: Super Drama Movie (Spanish Movie)
- 2010: Julia’s Eyes (Los ojos de Julia)
- 2012: The Impossible (Lo imposible)
- 2012: The Body – Die Leiche (El cuerpo)
- 2013: Mindscape
- 2014: The Imitation Game – Ein streng geheimes Leben (The Imitation Game)
- 2016: Sieben Minuten nach Mitternacht (A Monster Calls)
- 2018: Jurassic World: Das gefallene Königreich (Jurassic World: Fallen Kingdom)
- 2022: Der Herr der Ringe: Die Ringe der Macht (The Lord of the Rings: The Rings of Power, Fernsehserie, 2 Episoden)
- 2024: Die junge Frau und das Meer (Young Woman and the Sea)